# BIS (discogràfica)
BIS és un segell discogràfic suec, fundat l'any 1973 per Robert von Bahr. L'objectiu inicial era omplir els buits existents en les gravacions de diferents tipus de músiques, amb una especial atenció a la música clàssica, incloent-hi tots els repertoris des de l'Edat mitjana fins als contemporanis. Una altra característica del segell és l'elevada qualitat del so obtingut en les seves gravacions, reconeguda pels melòmans més exigents.
El seu catàleg conté més de 1700 títols entre els que mereixen destacar l'obra completa del compositor finès Jean Sibelius, amb 68 discos; altres compositors nòrdics presents en el seu catàleg són Kalevi Aho, Chrsitian Lindberg, Geirr Tveitt, o Jón Leifs, entre d'altres. Cal destacar, també, la integral de les cantates de Johann Sebastian Bach, interpretades pel Bach Collegium Japan sota la direcció de Masaaki Suzuki, iniciat el 1995.